# Hovsholmen
Hovsholmen, eller Magnushovs holm (estniska Mõisaholm), är en före detta holme och numera halvö i Ormsö kommun i Estland. Hovsholmen ligger på ön Ormsö. Holmen hörde till herrgården Magnushov. På Hovsholmen finns vikarna Österviken och Västerviken.